# Blainville-Schnabelwal
Der Blainville-Schnabelwal oder Blainville-Zweizahnwal (Mesoplodon densirostris) ist eine Walart aus der Familie der Schnabelwale (Ziphiidae). Seinen Namen hat er vom französischen Zoologen Henri de Blainville, der die Art 1817 anhand eines Kieferfundes beschrieb.
Der Artzusatz im wissenschaftlichen Namen ist aus den lateinischen Worten densus (dicht) und rostrum (Schnauze) zusammengesetzt.

## Verbreitung

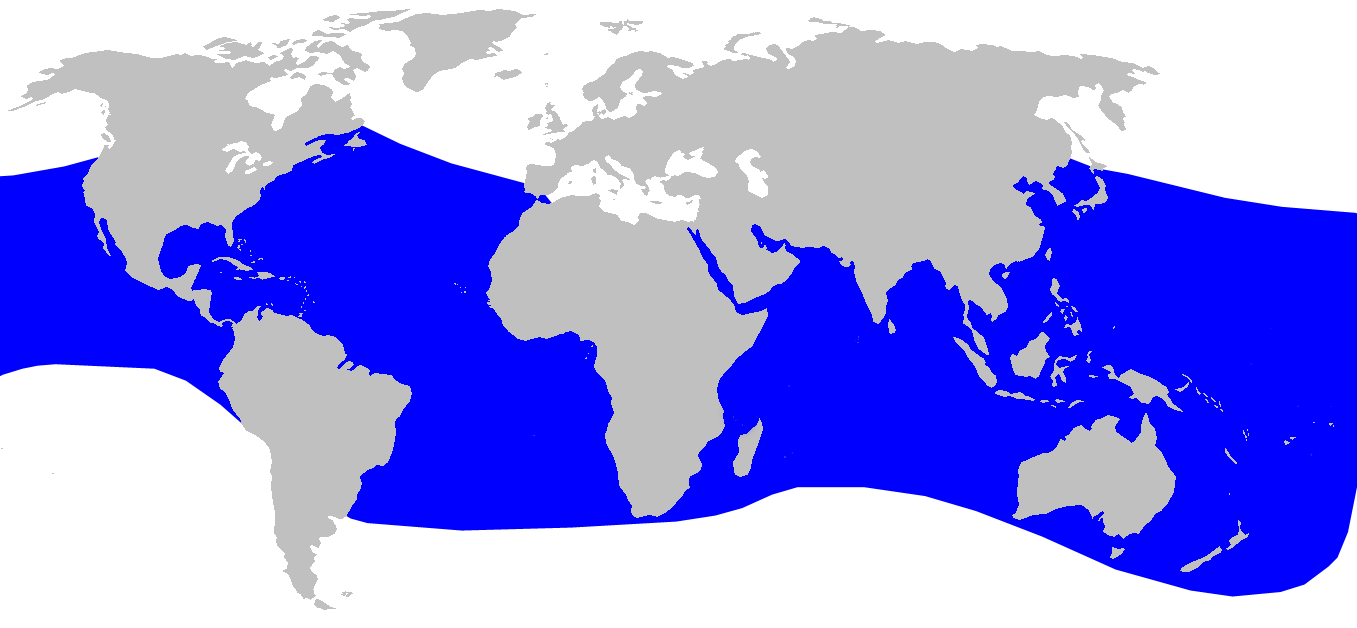
Verbreitungsgebiet

Blainville-Schnabelwale sind die am weitesten verbreitete Art der Zweizahnwale, sie kommen in allen tropischen und gemäßigten Ozeanen vor. Funde oder Sichtungen sind unter anderem von der nordamerikanischen Atlantikküste, der Karibik, Portugal, dem westlichen Mittelmeer, Südafrika, dem westlichen Indischen Ozean, Japan, dem östlichen Australien, Hawaii und dem mittleren Pazifik bekannt.

## Beschreibung

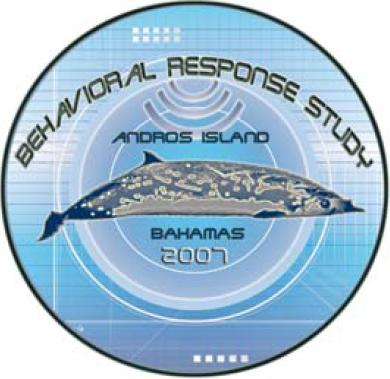
Blainville-Schnabelwal auf dem Logo einer NOAA-Studie

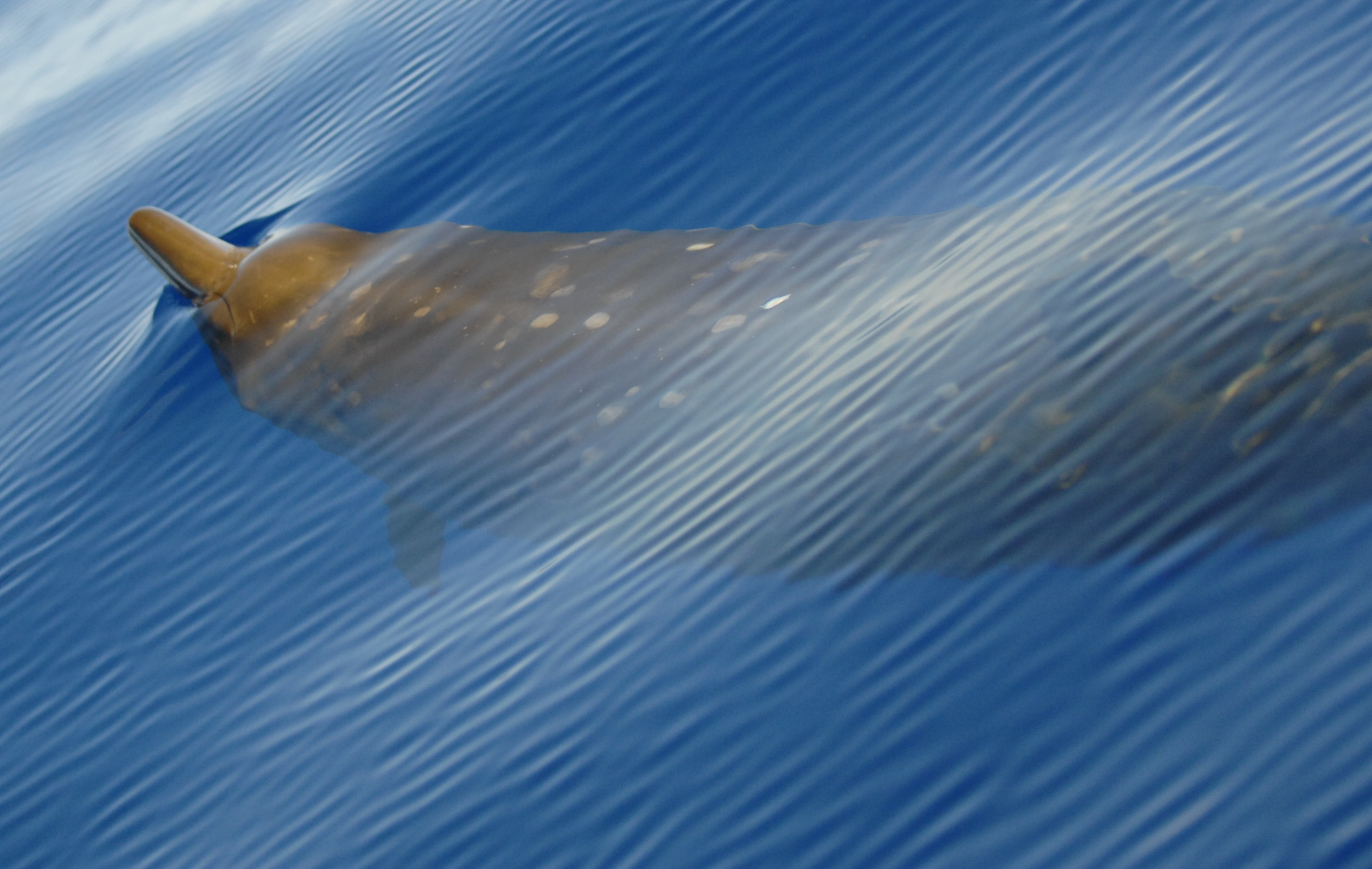
Blainville-Schnabelwal (Mesoplodon densirostris)

Mit einer Länge von 4,7 Meter ist der Blainville-Schnabelwal einer der kleineren Vertreter seiner Gattung. Er ist an der Oberseite dunkelgrau und am Bauch hellgrau gefärbt, weißliche Narben von Rivalenkämpfen, von Parasiten und von Haiangriffen sind auf vielen Tieren zu finden. Diese Wale haben eine lange Schnauze, der Unterkiefer ist nach oben gewölbt. An dieser Wölbung wachsen zwei sehr große Zähne, die bei den Männchen auch aus dem geschlossenen Maul ragen. Hinter der Schnauze zeigt sich am Schädel eine kleine, deutlich sichtbare Melone. Die kleinen Flipper sind schmal und enden spitz. Die kleine, sichelförmige Finne, die wie bei allen Schnabelwalen weit hinten platziert ist, ist mäßig breit und endet spitz.
Eine Besonderheit des Blainville-Schnabelwals ist sein Doppel-Sonar.

## Lebensweise
Blainville-Schnabelwale leben in tropischen und gemäßigten Ozeanen, bevorzugen dabei jedoch das offene Meer und kommen selten in die Nähe der Küsten. Sie leben in kleinen Schulen, die zwei bis neun Tiere umfassen können, und gelten als gute Taucher, die bis zu 45 Minuten unter Wasser bleiben und dabei auch sehr tief tauchen können (geortet bis zu einer Tauchtiefe von 1.200 Metern). Sie ernähren sich von Fischen und Kalmaren. Wie alle Zweizahnwale sind sie scheu und relativ selten zu sehen; trotz ihres großen Verbreitungsgebietes weiß man wenig über sie.

## Bedrohung
In kleinem Ausmaß wird Jagd auf Blainville-Schnabelwale gemacht, vor allem von Walfängern von den Philippinen, Taiwan und Japan. Weitere Bedrohungen dieser Tiere sind der Beifang in Fischernetzen, die Verschmutzung der Meere und Experimente mit Sonar: so kam es nach NATO-Manövern 2000 und 2001, bei dem auch Niederfrequenz-Sonar verwendet wurde, zu Massenstrandungen von Walen, darunter auch Blainville- und Cuvier-Schnabelwalen.
In Anbetracht der weltweiten Verbreitung dieser Art ist das Wissen darüber gering, auch über Gesamtpopulation und Gefährdungsgrad können keine Angaben gemacht werden.